# Kanton Navarrenx
Der Kanton Navarrenx war von 1790 bis 2015 ein französischer Wahlkreis im Arrondissement Oloron-Sainte-Marie im Département Pyrénées-Atlantiques und in der Region Aquitanien; sein Hauptort war Navarrenx. Er war 170,91 km² groß und hatte im Jahr 2006 5731 Einwohner, was einer Bevölkerungsdichte von 33,5 Einwohnern pro km² entsprach.

## Gemeinden
Dem Kanton gehörten 23 Gemeinden an.
| Gemeinde                | Einwohner Jahr | Fläche km² | Bevölkerungsdichte | Postleitzahl | Code INSEE |
| ----------------------- | -------------- | ---------- | ------------------ | ------------ | ---------- |
| Angous                  | 110 (2013)     | –          | – Einw./km²        | 64190        | 64025      |
| Araujuzon               | 211 (2013)     | –          | – Einw./km²        | 64190        | 64032      |
| Araux                   | 137 (2013)     | –          | – Einw./km²        | 64190        | 64033      |
| Audaux                  | 173 (2013)     | –          | – Einw./km²        | 64190        | 64075      |
| Bastanès                | 101 (2013)     | –          | – Einw./km²        | 64190        | 64099      |
| Bugnein                 | 213 (2013)     | –          | – Einw./km²        | 64190        | 64149      |
| Castetnau-Camblong      | 444 (2013)     | –          | – Einw./km²        | 64190        | 64178      |
| Charre                  | 201 (2013)     | –          | – Einw./km²        | 64190        | 64186      |
| Dognen                  | 211 (2013)     | –          | – Einw./km²        | 64190        | 64201      |
| Gurs                    | 430 (2013)     | –          | – Einw./km²        | 64190        | 64253      |
| Jasses                  | 144 (2013)     | –          | – Einw./km²        | 64190        | 64281      |
| Lay-Lamidou             | 125 (2013)     | –          | – Einw./km²        | 64190        | 64326      |
| Lichos                  | 139 (2013)     | –          | – Einw./km²        | 64130        | 64341      |
| Méritein                | 295 (2013)     | –          | – Einw./km²        | 64190        | 64381      |
| Nabas                   | 119 (2013)     | –          | – Einw./km²        | 64190        | 64412      |
| Navarrenx               | 1053 (2013)    | –          | – Einw./km²        | 64190        | 64416      |
| Ogenne-Camptort         | 246 (2013)     | –          | – Einw./km²        | 64190        | 64420      |
| Préchacq-Josbaig        | 279 (2013)     | –          | – Einw./km²        | 64190        | 64458      |
| Préchacq-Navarrenx      | 158 (2013)     | –          | – Einw./km²        | 64190        | 64459      |
| Rivehaute               | 250 (2013)     | –          | – Einw./km²        | 64190        | 64466      |
| Sus                     | 386 (2013)     | –          | – Einw./km²        | 64190        | 64529      |
| Susmiou                 | 361 (2013)     | –          | – Einw./km²        | 64190        | 64530      |
| Viellenave-de-Navarrenx | 169 (2013)     | –          | – Einw./km²        | 64190        | 64555      |

## Bevölkerungsentwicklung
| 1962 | 1968 | 1975 | 1982 | 1990 | 1999 | 2006 |
| ---- | ---- | ---- | ---- | ---- | ---- | ---- |
| 6139 | 5876 | 5969 | 5941 | 5603 | 5677 | 5731 |